# Giuseppe Guastalla
Giuseppe Guastalla (Firenze, 2 luglio 1867 – Roma, 15 gennaio 1952) è stato uno scultore italiano.

## Biografia
Come scultore fu allievo di Ettore Ferrari.
Come Ferrari fu massone, membro del Grande Oriente d'Italia, Maestro venerabile della loggia Romagnosi di Roma,  nel 1925, con Giuseppe Meoni e Alberto Pavoni fece parte del Comitato di coordinamento che gestì il Grande Oriente d'Italia in seguito all'arresto del Gran Maestro Domizio Torrigiani nel 1927 e che portò alla nomina di Eugenio Chiesa come Gran Maestro aggiunto del Grande Oriente d'Italia in esilio nel 1930; fu presidente del Gran Concistoro Nazionale del 32º grado del Rito scozzese antico ed accettato, in seguito fu  reggente e  poi Sovrano gran commendatore dal 1945 al 1946 del Supremo consiglio d'Italia del Rito scozzese antico ed accettato e quindi Gran maestro onorario del Grande Oriente d'Italia, alla vigilia della liberazione di Roma, la sera del 3 giugno 1944, ha guidato l'occupazione simbolica di Palazzo Giustiniani, sua storica sede.

## Opere

### Sculture
- Guerriero Sannita: cultura in bronzo raffigurante il prototipo di guerriero sannita inaugurata il 2 ottobre 1922[5]. L'originale è stato esposto presso la sede del Museo delle Terme di Diocleziano in Roma, mentre la copia è ora esposta nel centro di Pietrabbondante;
- Monumento ai Caduti: la statua raffigura l'antico milite sannita così come lo avevano voluto gli ideatori per rappresentare al meglio il sacrificio dei caduti pietrabbondantesi nella Prima Guerra Mondiale del 1915-1918. Tutto il bronzo occorrente per la struttura, quasi 8 quintali, fu concesso dal Ministero della guerra in parte gratuitamente ed in parte a prezzo di favore. L'altezza totale del monumento è di 7 m di cui 4 del basamento e 3 del guerriero, sui cui lati furono scritti, con lettere fuse nel bronzo, i nomi dei caduti. Sulla faccia anteriore del basamento venne scritta l'epigrafe, dettata dal filologo Francesco D'Ovidio: «Da queste balze di Boviano l'antico scendeva il guerriero impavido alla difesa del Sannio, da queste discesero con egual virtù i figli di Pietrabbondante a morire per l'Italia». Il monumento venne inaugurato il 2 ottobre 1922 con l'orazione commemorativa dell'archeologo Vittorio Spinazzola, allora Sopraintendente degli Scavi e dei Musei di Napoli. Durante la cerimonia vennero distribuite le decorazioni alle famiglie dei caduti:
- Busto in onore di Mario Pagano: scultura in marmo dedicata a Mario Pagano, valente giurista della Repubblica Partenopea, inaugurato nel 1908 ai giardini del Pincio, Roma;
- Busto in onore di fra Pantaleo: scultura dedicata a Giovanni Pantaleo, patriota e militare italiano, inaugurato al colle Gianicolo, Roma.[6]
- Busto e targa lapidaria di Tommaso Corsini: dedicate al principe Tommaso Corsini, inaugurate nel Palazzo Corsini alla Lungara, Roma;[6]
- Alberico Gentili: scultura in bronzo del 1905 situata nella piazza del Comune di San Ginesio (MC), dedicata al giurista e padre della moderna giurisdizione Alberico Gentili;
- Vittoria: statua inaugurata di fronte a Porta Pia, Roma;[6]
- Francesco Ferrucci: statua dedicata a Francesco Ferrucci, premiata a Palermo durante l'esposizione del 1891.[6]